# Aufsteirern
Aufsteirern ist ein steirisches Volkskulturfest, das seit 2002 immer am ersten Wochenende nach Schulbeginn im September in Graz stattfindet. Mit über 130.000 Besuchern an drei Tagen ist das Festival die größte volkskulturelle Veranstaltung in Österreich.

## Geschichte
Aufsteirern geht auf eine Initiative des damaligen Landeshauptmann-Stellvertreters Leopold Schöggl zurück, der mit einer solchen Veranstaltung vor allem den volkskulturellen Verbänden und Vereinen der Steiermark, die sich der Pflege von Volkstanz, Tracht und Volksmusik widmen, eine Plattform bieten wollte.
Er beauftragte ein Team mit der Konzeption der Veranstaltung. Bis zum Jahr 2006 wurde das Fest vom Verein Aufsteirern organisiert. 2011 wurde eine Kooperation mit dem Red Bull Media House geschlossen, das die Veranstaltung bis 2015 europaweit via ServusTV übertrug.

## Veranstaltung
Seit 2007 wird das Aufsteirern Festival von der Ivents Kulturagentur in Zusammenarbeit mit dem Land Steiermark und der Stadt Graz veranstaltet. 2010 wurde Österreichs größte Trachten-Fashion-Show Die Pracht der Tracht kreiert, die als traditioneller Auftakt am Freitag auf dem Grazer Hauptplatz über die Bühne geht. Der Samstag steht im Zeichen der Crossover-Musik. Seit 2015 spannen die Grazer Philharmoniker einen Bogen von der Klassik zur Volksmusik. Am Sonntag findet das klassische „Aufsteirern“ in der gesamten Grazer Innenstadt statt. Im Jahr 2010 wirkten 2500 Menschen auf elf Bühnen direkt am Programm mit, darunter Chöre und Blasmusikkapellen sowie Tanz- und Musikgruppen.
2020 konnte die Veranstaltung pandemiebedingt nicht durchgeführt werden, alternativ dazu wurde ein TV-Format entwickelt, das am 3. Oktober 2020 in ORF 2 ausgestrahlt wurde. Mit 506.000 Zuschauern wurde eine hohe Quote erreicht. In der Show wurden traditionelle und moderne Elemente verbunden.

## Name
Das Wort Aufsteirern, eine sprachliche Neuschöpfung die markenrechtlich geschützt ist, wurde in der Tageszeitung Der Standard launig kommentiert:

„Einem Bundesland, das in der Lage ist, ein solches Verbum hervorzubringen, mangelt es garantiert nicht an Selbstbewusstsein. Im Aufsteirern schwingt, wie im Aufpimpen, Aufplustern oder Aufbrezeln, ein Stolz-sich-in-die-Brust-Werfen mit, eine unbändige Lust, sich in die Landestracht zu schmeißen und sich so der Welt in vollem Glanze zu präsentieren. Ja, in Wahrheit erweist sich die Steiermark mit diesem Zeitwort sogar als ein Bundesland von sprachlich singulärem Zuschnitt: Denn es gibt zwar ein Aufsteirern, nicht aber ein Auftirolern, Aufkärntnern oder Aufvorarlbergern.“

## Bisherige Termine
|     | Veranstaltungsdatum                                                                     | Besucher                                                                                |
| --- | --------------------------------------------------------------------------------------- | --------------------------------------------------------------------------------------- |
| 1.  | 15. September 2002                                                                      | 40.000                                                                                  |
| 2.  | 14. September 2003                                                                      | 60.000                                                                                  |
| 3.  | 19. September 2004                                                                      | 80.000                                                                                  |
| 4.  | 18. September 2005                                                                      | Zehntausende (Regen)                                                                    |
| 5.  | 17. September 2006                                                                      | 80.000                                                                                  |
| 6.  | 16. September 2007                                                                      | 70.000                                                                                  |
| 7.  | 14. September 2008                                                                      | 60.000                                                                                  |
| 8.  | 20. September 2009                                                                      | 80.000                                                                                  |
| 9.  | 19. September 2010                                                                      | 100.000 (erstmals 3-tägig)                                                              |
| 10. | 18. September 2011                                                                      | 100.000                                                                                 |
| 11. | 16. September 2012                                                                      | 130.000                                                                                 |
| 12. | 15. September 2013                                                                      | 130.000                                                                                 |
| 13. | 14. September 2014                                                                      | 75.000                                                                                  |
| 14. | 18. bis 20. September 2015                                                              | über 100.000                                                                            |
| 15. | 16. bis 18. September 2016                                                              | 100.000                                                                                 |
| 16. | 15. bis 17. September 2017                                                              | 75.000 (Regen)                                                                          |
| 17. | 14. bis 16. September 2018                                                              | 130.000 Besucher                                                                        |
| 18. | 13. bis 15. September 2019                                                              | 130.000 Besucher                                                                        |
| 19. | 2020 aufgrund der COVID-19-Pandemie als Aufsteirern – die Show der Volkskultur in ORF 2 | 2020 aufgrund der COVID-19-Pandemie als Aufsteirern – die Show der Volkskultur in ORF 2 |
| 20. | 17. u. 19. September 2021                                                               | Aufsteirern – die Show der Volkskultur in ORF 2 und Aufsteirern Hofkonzerte             |
| 21. | 17. u. 18. September 2022                                                               | 120.000                                                                                 |
| 22. | 16. u. 17. September 2023                                                               | 170.000                                                                                 |
| 23. | 14. u. 15. September 2024                                                               | aufgrund Extremwetter abgesagt                                                          |